# Oros Panaitoliko
Oros Panaitoliko este o arie protejată (arie specială de conservare — SAC, sit de importanță comunitară — SCI) din Grecia întinsă pe o suprafață de 19.114,68 ha, integral pe uscat.

## Localizare
Centrul sitului Oros Panaitoliko este situat la coordonatele 38°42′16″N 21°39′10″E / 38.704376°N 21.652669°E.

## Înființare
Situl Oros Panaitoliko a fost declarat sit de importanță comunitară în aprilie 1997 pentru a proteja 3 specii de animale. Situl a fost protejat și ca arie specială de conservare în martie 2011.

## Biodiversitate
Situată în ecoregiunea mediteraneană, aria protejată conține 7 habitate naturale: Lande oro-mediteraneene cu formațiuni endemice de grozamă, Matorral arborescenți cu Juniperus spp., Sarcopoterium spinosum phryganas, Formațiuni ierboase bogate în specii de Nardus, dezvoltate pe substraturi silicioase în zone montane (și în zone submontane, în Europa continentală), Grohotișuri est-mediteraneene, Păduri de Platanus orientalis și Liquidambar orientalis (Platanion orientalis), Păduri de Quercus ilex și Quercus rotundifolia.
La baza desemnării sitului se află mai multe specii protejate:
- mamifere (2): lupul (Canis lupus), vidră de râu (Lutra lutra)
- reptile (1): țestoasă bănățeană (Testudo hermanni)

Pe lângă speciile protejate, pe teritoriul sitului au mai fost identificate 10 specii de plante, 4 specii de amfibieni, 2 specii de mamifere, 1 specie de nevertebrate, 10 specii de reptile.